# Josef Zdeněk Raušar
Josef Zdeněk Raušar, rodným jménem Josef Roušar (4. ledna 1862 Budislavice – 22. července 1947 Pardubice), byl český chemik, básník, literární historik, cestopisec, slavista, překladatel, propagátor česko-srbských styků.

## Životopis
Narodil se v rodině Jana Roušara (1831–1902) a Marie Sloupové (1833). Měl osm sourozenců: Františka (1857–1941) ředitele měšťanské školy v Blovicích, Annu (1859), Václava (1864–1864), Marii (1865–1866), Marii (1866), Filumenu (1869), Václava (1872–1885) a Barboru (1874). Ve Vídni se oženil s Josefinou, se kterou měl syna a dvě dcery: Zdeňku a Gabrielu.
V Budislavicích vychodil obecnou školu, na měšťanské pokračoval v Březnici, vyšší reálku navštěvoval v Plzni (1877–1881). Studia završil v Praze na České vysoké škole technické v oboru chemie.
Po absolvování nastoupil jako inženýr ve velvarském cukrovaru. Pracoval postupně jako: chemik u pivovaru fy J. Weifert v Pančevu (1884) a v Bělehradě (1884–1897), úředník technické finanční kontroly (1897–1914) a na pasovém oddělení (1914–1918) ve Vídni, vrchní technický finanční rada rafinerie cukru v Rosicích a rafinerie minerálních olejů fy Fata v Pardubicích (1919–1927).
Již při studiu hrál v ochotnickém divadle, psal verše a zajímal se o Balkánskou literaturu. V Bělehradu založil kulturní spolek "Lumír", jehož hlavní náplní byla literatura, poezie, ale i divadelnictví. Vybudoval si životní program – československo-jihoslovanskou kulturní vzájemnost a zůstal této myšlence a práci věrný celý život.
V jeho korespondenci je celá řada dopisů, které pojednávají o literatuře, kulturních stycích a význačnějších akcích pořádaných ve většině sousedních slovanských států. Z důležitějších a rozsáhlejších písemných styků jsou to dopisy Františka Bartela a jeho syna Vladimíra, Milivoje Cvrčanina, Jakuba Barta-Čišinského, Manojla Đorđević-Prizrenace, Adolfa Heyduka, Josefa Holečka, Miloslava Hýska, Sávy Chilandarce, Todora Krajničanace, Ludvíka Kuby, Karla Ladislava Kukly, Vladislava Titelbacha, Rista Odaviče, Jovana Skerliće a dalších.
Rád cestoval, kromě většiny slovanských států navštívil Benátky, Soluň, Cařihrad a po roce 1924 Afriku, Špicberky, Kanárské ostrovy a Madeiru. Je autorem hesel Papaxanije a Pita v Ottově slovníku naučném (značka JZRr). V jihoslovanské společnosti byl znám pod pseudonymem Žuborič. Obdržel Řád jugoslávské koruny a za literární zásluhy byl roku 1928 poctěn Řádem sv. Sávy IV. stupně. V Pardubicích bydlel na adrese Čechovo nábřeží 515.

## Dílo

### Verše
- Obrázek z dob robství Srbska – Praha: vlastním nákladem, 1887
- Z údolí – Praha: Karel Wiesner, 1894
- Z pardubických písniček – Pardubice: Jan Čížek
- Dva čtverozpěvy [hudebnina] – Jaromír Herle. Praha: František A. Urbánek, 1900
- Pardubickému odboru Československo-jihoslovanské ligy – k večeru dne 9. května 1936 napsal oslavnou báseň. Pardubice: v. n., 1936

### Próza
- Vacek-Kamenický: životopisný nástin – Praha: Eduard Valečka, 1885
- Čechové mezi Jihoslovany a v Srbsku zvlášť – Praha: v. n., 1886
- Uspomena na izlet Srba i Čeha iz Srbije na izložbu u Zlatni Prag: (6. jula 1891. god.): sa 10 slika – Beograd, 1891
- Jan Amos Komenski: veliki školski reformator, filosof i česki rodoljub: kratka biografija i uspomena na proslavu Komenskog 15. (27.) marta 1892 god. – Beograd: Lumir, 1892
- Český emigrant: životopisný nástin starého osmačtyřicátníka a vlastence Josefa Mejsnera, professora a kustoda národní bibliotheky v srbském Bělehradě – Praha: v. n., 1895
- Deset let činnosti českého zábavního spolku "Lumír" v srbském Bělehradě (1885–1895) a seznam Čechů v Srbsku žijících – k upomínce na národopisnou výstavu v Praze sestavil. Plzeň: Lumír, 1895
- Generál F. A. Zach: životopisný nástin – Praha: František Bartel, 1897
- Na břehu Ochridského jezera
- Na půdě sopečné: z potulek po Srbsku, Makedonii a Turecku – Praha: Eduard Grégr, 1903
- Ze srbských hor I. díl: z mého denníku a vzpomínek na Srbsko – Praha: v. n., 1905
- Cestou na Soluň. I, Obchod. poměry v království chorvatsko-slavonském a v jižních Uhrách – Praha: František Řivnáč, 1905
- Vesnické divadlo: příspěvek k dějinám Divadelního ochotnického spolku v Budislavicích – Plzeň: s. n., 1909
- Cesta do Petrohradu – Plzeň: v. n., 1912
- Upomínky na výlet školy blovické do Benátek – za pomoci některých členů sboru. Blovice: učitelský sbor, 1913
- Na Slovači: z výletu na Avalu (ze zájezdu do Srbska): Ve vile Miramare u Dubrovníka: Turistika na sjezdu Čsl.-jihosl. "Lig" v Sarajevě
- O ochraně křovin – Blovice: Okrašlovací spolek, 1922
- Blovice a zámek Hradiště – Plzeň: Ladislav Lábek, 1927
- Vzpomínka na krajana profesora Vlad. Titelbacha v Bělehradě – Pardubice: v. n., 1927
- Mé vzpomínky na srbské spisovatele let osmdesátých a devadesátých minulého století – Pardubice: v. n., 1929
- Cesta do jižního Tunisu: črta ze zájezdu inž. L. Exnera do Afriky – 1929
- Cesta do země ženskému pokolení zapovězené – Pardubice: v. n., 1929
- U krajana mnicha Sávy Chilandarce (Slavibora Breüera z Kutné Hory) v klášteře Chilandaru – Chrudim: Vlastivědné muzeum pro východní Čechy, 1929
- K palmovému háji: z cesty do severní Afriky – Pardubice: Ladislav Lochman, 1930
- Návštěvou u českých spisovatelů let osmdesátých a devadesátých minulého století: osobní vzpomínky – Pardubice: 1930
- Vzpomínky na čsl.-jihoslovanskou "Ligu", odbor Pardubice: 1920–1930 – Pardubice: v. n., 1930
- Dojmy z cesty na tak zvané šťastné ostrovy Kanárské a na krásný ostrov Madeiru – spolu s Antonínem Šafářem. Praha: v. n., 1931
- Dojmy z cesty na Špicberky a k polárnímu ledu – spolu s Antonínem Šafářem. Praha: v. n., 1931
- Vzpomínky na českou Vídeň a okolí: 1897–1919 – Vídeň: v. n., 1932
- Vzpomínky na Srbsko z let 1884–1897 a na naše krajany v něm – Praha: v. n., 1932
- Ze srbských hor. II. díl, deník z konce let osmdesátých minulého století – Praha: v. n. 1932
- Jugoslávský týden v Pardubicích: uspořádal odbor Československo-jihoslovanské Ligy ve dnech 16.–23. listopadu 1933 na oslavu jugoslávského státního svátku – Pardubice: v. n., 1933
- Mé mládí: vzpomínky na rodný kraj podtřemšínský – Pardubice: v. n., 1934
- Sima M. Lozanić – Praha: Česká akademie věd a umění, 1939
- Vynálezce Josef Ressel: dojmy z cesty na tak zvané šťastné ostrovy Kanárské – Václav Gutwirth, Zdeněk Raušar, Antonín Šafář. Praha: Národní práce, 1942
- Měděné doly "Bor" v Jugoslavii: vzpomínka autorova – Praha: 1942

### Překlady z/do srbštiny
- Služebník svého pána, jenž provozován na královském jevišti v Bělehradě: Jeřábek – společně s Hýblerem – 1892
- Historie a popis monastýra Hilandara – Sáva, 1894
- Ikonie, vezírova matka – Čeda Mijatovič. Olomouc: Matice Slovanská, 1894
- Ona všecko může: povídka ze srbského národního života – Manojlo Đorđević-Prizrenac. Praha: Jan Otto, 1895.
- Povídky z luhů slovanských: (Polské novely; Z povídek Vasila Čajčenka; Z ruských luhů): Josef Raušar – Na poušti života: Jan Janča – Ruské povídky: Vasilij Ivanovič Němirovič-Dančenko – Ruské povídky: Grigorij Petrovič Danilevskij. Olomouc: Karel Wolf
- Za Dunajem: srbské kresby – Đura Jakšić. Praha: Edvard Beaufort, 1888
- Procházkou srbským Parnasem: sbírka básní ze starší a novější srbské poezie – Praha: Josef Springer, 1907
- Malý zpěvák – Janko Veselinovič; in: 1000 nejkrásnějších novel... č. 7. Praha: J. R. Vilímek, 1911